# Théo Maledon
Théo Louis Maledon (Ruão, 12 de junho de 2001) é um jogador francês de basquete profissional que atualmente joga no ASVEL Lyon-Villeurbanne que disputa a LNB Pro A Élite (França) e a Euroliga.
Nascido em Ruão, Maledon jogou basquete juvenil aos 16 anos no ASVEL Lyon-Villeurbanne. Um ano depois, no nível sênior, ele se tornou o mais jovem jogador selecionado para o All-Star da LNB da história e ganhou o Prêmio Melhor Jovem Jogador LNB. Ele ajudou o ASVEL a ganhar os títulos da LNB Pro A e da Copa da França, ao mesmo tempo em que foi nomeado o MVP da Copa da França.
Maledon conquistou a medalha de ouro com a Seleção Francesa no EuroBasket Sub-16 de 2016 e a medalha de prata na Copa do Mundo Sub-17 de 2018.

## Início da vida e carreira
Maledon nasceu em 12 de junho de 2001 em Ruão, na França. Aos três anos, Maledon começou a jogar basquete no Mesnil-Esnard em Seine-Maritime. Depois de atingir a faixa etária sub-11, mudou-se para SPO Rouen, o clube de maior destaque em sua área. Em 2015, aos 14 anos, Maledon ingressou no Instituto Nacional de Esporte, Especialização e Performance (INSEP), um instituto esportivo em Paris, com uma bolsa de estudos. Na temporada de 2015-16, ele jogou três partidas pelo time afiliado ao INSEP, Center Fédéral de Basket-ball, no Nationale Masculine 1 (NM1), a terceira divisão do basquete francês, e dois jogos pelo time sub-18 do INSEP no Adidas Next Generation Tournament (ANGT).
Na temporada de 2016–17, Maledon se tornou titular regular do Center Fédéral no NM1, onde teve médias de 8,2 pontos, 2,4 rebotes e 2,7 assistências em 25,6 minutos. Em abril de 2017, Maledon participou do Jordan Brand Classic Global Showcase no Barclays Center no Brooklyn, onde marcou 15 pontos.

## Carreira profissional

### ASVEL (2017–2020)

#### Temporada de 2017–18
Em 16 de junho de 2017, Maledon ingressou na equipe júnior do ASVEL. Ele fez sua estreia no time principal em 30 de setembro aos 16 anos, jogando um minuto contra Cholet. Ele se tornou o segundo estreante mais jovem da história do clube. Em 17 de outubro, ele fez sua primeira aparição na EuroCup contra o Ratiopharm Ulm. Durante o verão de 2018, ele se formou no ensino médio com um ano de antecedência com especialização em ciências.

#### Temporada de 2018–19

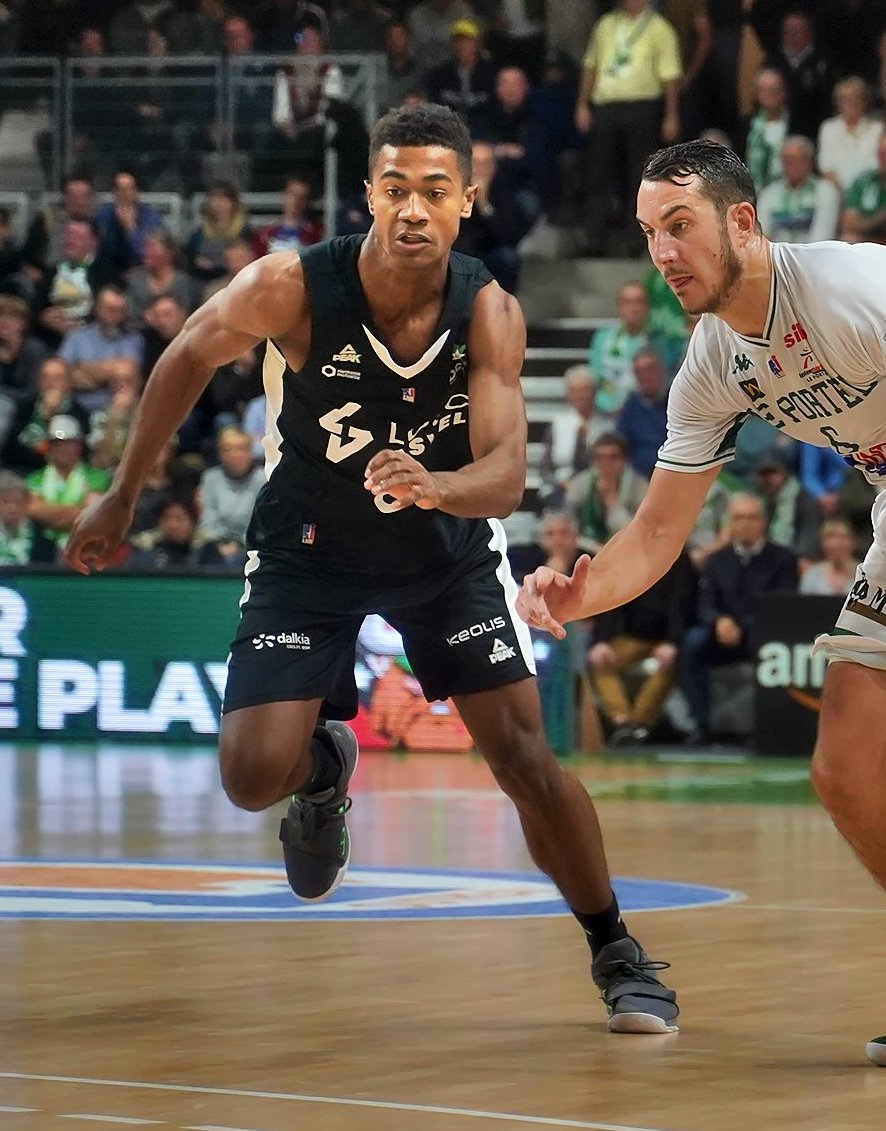
Maledon (à esquerda) marcando Benoît Mangin, do Le Portel, em dezembro de 2018.

Em 13 de agosto de 2018, Maledon assinou seu primeiro contrato profissional, concordando em permanecer na ASVEL por três anos. Na temporada de 2018-19, ele assumiu um papel maior para a equipe principal e frequentemente era titular. Em 6 de outubro, Maledon registrou 15 pontos, quatro rebotes e quatro assistências em uma vitória por 88-64 sobre o Fos Provence. Em 3 de novembro, ele 16 pontos, o recorde de sua carreira, quatro rebotes e dois roubos de bola contra o JDA Dijon. Em 18 de novembro, ele registrou 20 pontos, o recorde de sua carreira, quatro assistências e duas roubadas de bola contra Le Mans Sarthe.
No dia 18 de dezembro de 2018, contra o Zenit São Petersburgo na EuroCup, Maledon registrou 13 pontos, sete rebotes e três assistências. Em 29 de dezembro, Maledon jogou no All-Star Game da LNB e, aos 17 anos e meio, tornou-se o All-Star mais jovem desde que o evento foi criado em 1987. Em 12 de maio de 2019, ele marcou 13 pontos, o recorde da equipe, em um vitória por 70-61 sobre Le Mans na Copa da França e foi nomeado MVP da final. Ele foi o mais jovem a ganhar este prêmio aos 17 anos. Maledon foi eleito o Melhor Jogador Jovem da LNB Pro no final da temporada. Em junho de 2019, ele ajudou a ASVEL a vencer as finais do Pro A sobre o Mônaco. Em um total de 62 jogos na temporada, ele teve médias de sete pontos, 2,1 rebotes e duas assistências em 17,3 minutos.

#### Temporada de 2019–20
No dia 4 de outubro, Maledon fez sua estreia na EuroLeague, jogando nove minutos na vitória sobre o Olympiacos. Em 17 de janeiro de 2020, ele registrou cinco pontos, seis rebotes e 10 assistências, o recorde de sua carreira, na derrota por 101–74 para o Anadolu Efes. Uma semana depois, ele marcou 19 pontos, sua melhor marca na EuroLeague, na derrota por 100-88 para o Panathinaikos.
Em 5 de abril, enquanto a temporada de basquete estava suspensa devido à pandemia de COVID-19, ele se declarou para o draft da NBA de 2020. Maledon terminou a temporada com médias de 7,3 pontos, 2,7 assistências e 1,9 rebotes em 17,3 minutos.

### Oklahoma City Thunder (2020–2022)
Maledon foi selecionado pelo Philadelphia 76ers como a 34ª escolha geral no draft da NBA de 2020. Em 8 de dezembro de 2020, ele foi negociado com o Oklahoma City Thunder e, no dia seguinte, ele assinou um contrato de 3 anos e US$5.9 milhões.
Em 30 de setembro de 2022, Maledon foi negociado, junto com Derrick Favors, Ty Jerome, Maurice Harkless e uma futura escolha de segunda rodada, para o Houston Rockets em troca de David Nwaba, Sterling Brown, Trey Burke e Marquese Chriss. Em 11 de outubro, ele foi dispensado.

### Charlotte Hornets (2022–Presente)
Em 15 de outubro de 2022, Maledon assinou um contrato com o Charlotte Hornets.

## Carreira na Seleção

### Seleção júnior
Maledon fez sua estreia juvenil pela Seleção Francesa no EuroBasket Sub-16 de 2016 em Radom, Polônia. Em sete jogos, ele teve médias de 8,4 pontos, quatro rebotes e 2,4 assistências. Ele jogou pela seleção francesa no EuroBasket Sub-16 de 2017 em Podgorica, Montenegro e teve médias de 14,6 pontos, 5,1 rebotes e 3,1 assistências em sete partidas, marcando 20 pontos na final contra Montenegro para ajudar a França a conquistar a medalha de ouro.
Maledon foi nomeado o capitão da França na Copa do Mundo Sub-17 de 2018 na Argentina. Em sete jogos, ele teve médias de 11,1 pontos, 6,1 rebotes e 4,1 assistências e a França terminou em segundo lugar.

### Seleção sênior
Em 24 de fevereiro de 2019, Maledon estreou pela Seleção Francesa durante a fase de qualificação para a Copa do Mundo de 2019. Ele jogou 15 minutos e registrou três pontos e três rebotes em uma derrota por 76-69 para a Finlândia. Em 7 de agosto, Maledon marcou 14 pontos em uma vitória por 94-56 sobre a Tunísia em preparação para a Copa do Mundo. Ele estava entre os cortes finais da França para a Copa do Mundo em parte devido a uma lesão no ombro.

## Estatísticas da carreira

### NBA

#### Temporada regular
| Ano      | Equipe        | PJ  | PT | MPJ  | AP   | 3P   | LL   | RT  | AS  | BR | TO | PPJ  |
| -------- | ------------- | --- | -- | ---- | ---- | ---- | ---- | --- | --- | -- | -- | ---- |
| 2020–21  | Oklahoma City | 65  | 49 | 27.4 | .368 | .335 | .748 | 3.2 | 3.5 | .9 | .2 | 10.1 |
| 2021–22  | Oklahoma City | 51  | 7  | 17.8 | .375 | .293 | .790 | 2.6 | 2.2 | .6 | .2 | 7.1  |
| Carreira | Carreira      | 116 | 56 | 22.6 | .371 | .314 | .769 | 2.9 | 2.8 | .7 | .2 | 8.6  |

### EuroCup
| Ano     | Equipe | PJ | PT | MPJ  | AP   | 3P   | LL   | RT  | AS  | BR | TO | PPJ |
| ------- | ------ | -- | -- | ---- | ---- | ---- | ---- | --- | --- | -- | -- | --- |
| 2018–19 | ASVEL  | 18 | 12 | 17.8 | .409 | .351 | .826 | 2.4 | 2.1 | .4 | .2 | 7.1 |

### EuroLeague
| Ano     | Equipe | PJ | PT | MPJ  | AP   | 3P   | LL   | RT  | AS  | BR | TO | PPJ |
| ------- | ------ | -- | -- | ---- | ---- | ---- | ---- | --- | --- | -- | -- | --- |
| 2019–20 | ASVEL  | 22 | 12 | 17.7 | .456 | .367 | .689 | 1.8 | 3.1 | .3 | .1 | 7.4 |

Fonte:

## Vida pessoal
Os pais de Maledon jogavam basquete: sua mãe, Sylvie, na seleção francesa de juniores, e seu pai, Claude, no NM1. Seu tio, Dominique Guéret, foi assistente técnico do ALM Évreux, e sua irmã mais velha, Lena, joga basquete universitário nos Estados Unidos e seu irmão mais novo Matys joga em Montville, França.